# Jesenice (khu tự quản)
Khu tự quản Jesenice (tiếng Slovene: Občina Jesenice) là khu tự quản ở phía tây bắc Slovenia. Trụ sở của khu tự quản là thị trấn Jesenice. Khu tự quản này nằm trong vùng Thượng Carniola, ở thung lũng thượng Sava. Nó được bao bọc bởi dãy Karawanks và biên giới Áo ở phía bắc, và Núi Mežakla phía nam.